# 남해양식연구센터
남해양식연구센터는 양식 연구와 조개류 연구를 담당하는 대한민국 농림수산식품부 국립수산과학원 남동해수산연구소 소속기관이었다. 남해수산종묘배양장으로 불리다가 남해특성화연구센터를 거쳐 2010년 조직개편을 통해 현재의 명칭으로 변경된 후 정부조직 개편으로 2012년 현재 직제상으로는 존재하지 않는다. 경상남도 남해군 상주면 상주로 121-10에 있었다.